# Цери
Цери (итал. Zeri) је насеље у Италији у округу Маса-Карара, региону Тоскана.
Према процени из 2011. у насељу је живело 1382 становника. Насеље се налази на надморској висини од 748 м.

## Становништво
Према резултатима пописа становништва 2011. у општини је живело 1.201 становника.
| 1931. | 1936. | 1951. | 1961. | 1971. | 1981. | 1991. | 2001. | 2011. |
| ----- | ----- | ----- | ----- | ----- | ----- | ----- | ----- | ----- |
| 3.528 | 3.372 | 3.367 | 2.835 | 1.867 | 1.794 | 1.563 | 1.382 | 1.201 |